# Kiezelstrand

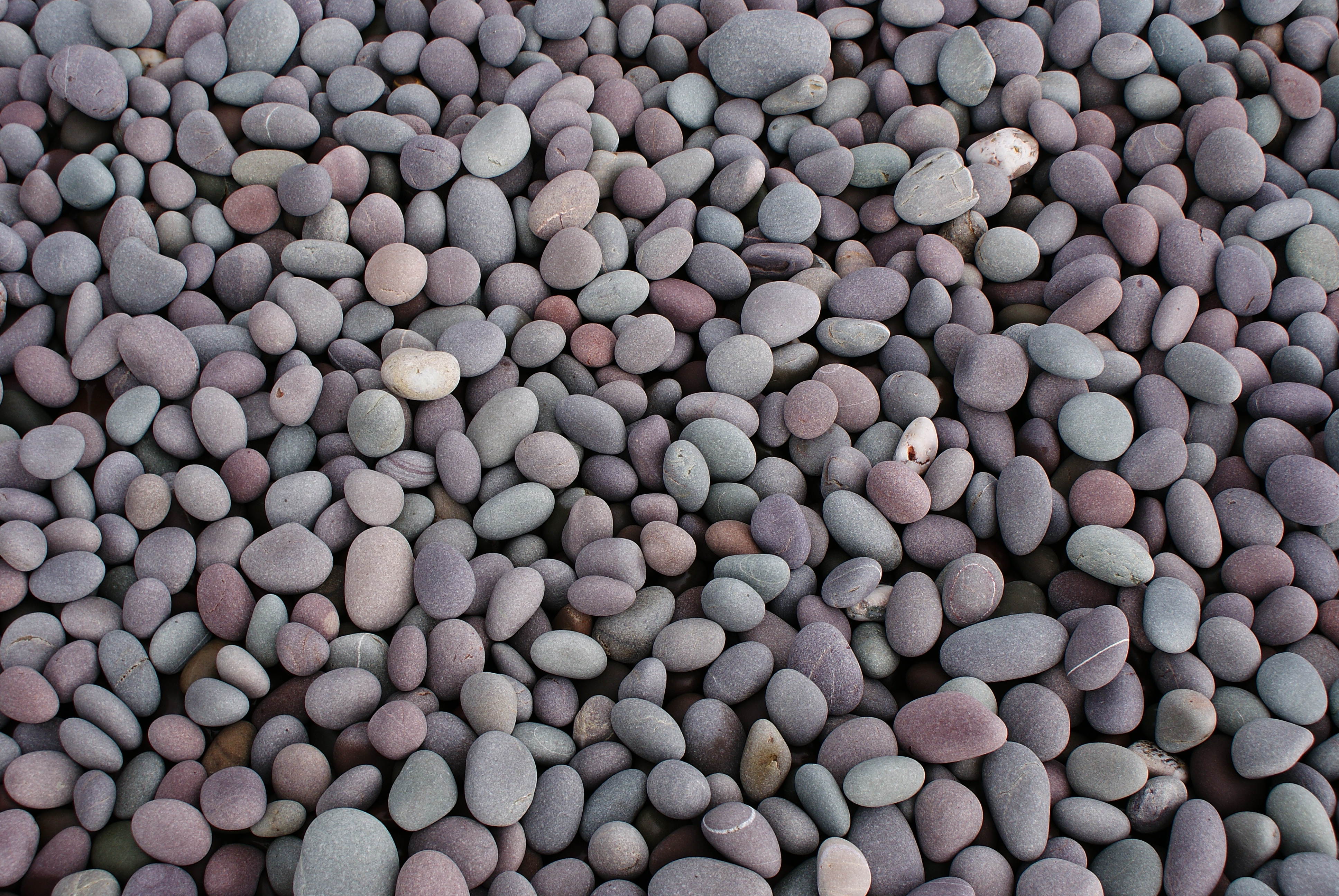
Kiezels op een kiezelstrand in het Engelse graafschap Somerset.

Een kiezelstrand is een strand dat voor het grootste deel is opgebouwd uit kiezels met hier en daar wat stenen. Zij staan in tegenstelling tot de vaker voorkomende zandstranden. Typisch varieert de steensamenstelling op een kiezelstrand uit kiezels met een diameter, die varieert van 2 tot 63 millimeter. Onder de 2 millimeter spreken wij van uiterst grof zand, boven de 63 millimeter spreken wij van stenen.
Hoewel deze strandlandvorm het meest in West-Europa voorkomt, zijn er ook voorbeelden te vinden aan de Adriatische kust van Italië, in Bahrein, Noord-Amerika en in een aantal andere delen van de wereld, zoals aan de oostkust van het Zuidereiland van Nieuw-Zeeland, waar men kiezelstranden aantreft in de estuaria van vlechtende rivieren. Hoewel kiezelstranden ontstaan aan de kustlijnen, kunnen kiezelstranden door postglaciale bodemstijging wel tot 200 meter boven de zeespiegel worden aangetroffen, zoals aan de Hoge kust in Zweden.